# Karibische Literatur
Die karibische Literatur ist die Literatur Westindiens, Surinams, Guayanas und Französisch-Guayanas, die in englischer, französischer, spanischer oder niederländischer Sprache sowie in den entsprechenden kreolischen Sprachen verfasst wurde. Die spanischsprachige Literatur Kubas, die auf vielfältige Weise mit der Literatur der beiden amerikanischen Halbkontinente verbunden ist, wird meist nicht der karibischen, sondern der lateinamerikanischen Literatur zugerechnet, obwohl gerade der kubanische Afroamericanismo vor allem durch die Werke Nicolás Guilléns und vor allem Alejo Carpentiers eine starke vereinheitlichende Wirkung auf die Literatur der Karibik ausübte.
Hingegen wird die Literatur des englischsprachigen Belize oft zur karibischen Literatur gezählt, weil die Umgangssprache der ehemaligen britischen Kolonie vom karibischen Kreolisch geprägt ist. In Belize, aber auch in den Nachbarländern leben außerdem über 100.000 Garifuna sprechende Garinagu, Nachkommen entflohener schwarzer Sklaven und Kariben, die ursprünglich von St. Vincent stammen.
Von den schriftlosen Kulturen der präkolumbischen Bevölkerung der Antillen existieren aufgrund der spanischen Eroberung keinerlei Überlieferungen mehr. Nur in Guayana und Belize gibt es noch Ureinwohner: Im (in der englischen Literatur so bezeichneten) hinterland Guayanas leben neben den Nachkommen entlaufener schwarzer Sklaven Arawak, die auch auf den Großen Antillen beheimatet waren, Wapishana, die ebenfalls zur Sprachfamilie der Arawak gehören, und andere. In Belize sind mindestens 11 % der Bevölkerung Nachkommen der Maya. Nur hier und in Guayana wurden einige indianische Mythen aufgezeichnet und flossen in die Literatur ein. Von den Kariben, die die Kleinen Antillen besiedelten, haben sich keine kulturelle Spuren erhalten.

## Überblick
Die Entwicklung der karibischen Literatur wurde wesentlich von der durch den Kolonialismus bestimmten Sozialstruktur geprägt. Die Lebensbedingungen waren durch die alles beherrschende Plantagenwirtschaft und Sklavenarbeit bestimmt. Verschiedene Wellen europäischer Siedler verschmolzen mit den vom 17. bis ins späte 18. Jahrhundert aus Westafrika verschleppten Sklaven zu einer rassischen und sozialen Hierarchie mit zwei Kulturmustern, zwischen denen zahlreiche Übergänge existierten: die dominante europäische Kolonialkultur, in der die „konservativen Pflanzer Gedrucktes und Geschriebenes als Träger neuer Ideen ablehnten“, und die kreolische Kultur mit Relikten der zersplitterten afrikanischen Herkunftskulturen und kolonialen Elementen. Die schwarzen Sklaven und ihre Nachkommen trugen ihre aus Afrika stammenden Mythen und Erzählungen mündlich weiter, während die Angehörigen der weißen Oberschicht sich mit zunehmender Bildung an der Literatur ihrer Mutterländer orientierten. Nach der Sklavenbefreiung, die zu unterschiedlichen Zeitpunkten erfolgte, waren es die neu entstandenen kreolischen Mittelschichten, die (zuerst in Haiti und Kuba, später in Jamaika) eine eigenständige karibische Literatur schufen, in der beide Strömungen verschmolzen. Die kreolische Literatur wollte den ehemaligen Sklaven Bildungsmaterial liefern und griff die avantgardistischen Protestbewegungen aus Europa auf, doch ihre Träger, die sich an der europäischen Literatur orientierten, überschätzten die emanzipatorische Wirkung von Literatur bei Weitem. So blieb die Literatur für die breite Masse unerreichbar.
Erst kurz vor dem Ersten Weltkrieg entstand in Jamaika der erste Roman mit einer schwarzen Hauptfigur. Karibische Schriftsteller traten zuerst 1956 beim ersten Congrès des écrivains et artistes noirs (Congress of Negro Writers and Artists) in Paris auf, an dem sich neben afrikanischen Autoren u. a. James Baldwin und Jean-Paul Sartre beteiligten.
Seit den 1950er und 1960er Jahren fanden Dialekte und Kreolsprachen in größerem Umfang Eingang in die Literatur, gleichzeitig setzte die kubanische Revolution emanzipatorische Impulse. In den 1970er Jahren überwand die karibische Literatur die politischen und Sprachgrenzen der Karibik; zugleich wurde sie jedoch immer mehr zu einer Exilliteratur. Diese Entwicklung verlief in der gesamten Karibik unabhängig vom Sprachraum in vergleichbarer Form; gemeinsam sind den Literaturen der Karibik nach wie vor das ethnologische Interesse wie der Negrismo und die Sozialkritik. Daher ist es gerechtfertigt, sie in einem Beitrag zu behandeln.
Aus den genannten Gründen sind eindeutige Identitätszuschreibungen für die modernen karibischen Autoren schwierig. Das gilt z. B. für den Träger des Nobelpreises für Literatur 1992, Derek Walcott. Walcott war Sohn eines Engländers aus Barbados, der eine afroamerikanische Mutter hatte; seine eigene Mutter stammte von einem holländischen Großgrundbesitzer und einer Farbigen aus St. Maarten ab, deren Vorfahren aus Westafrika kamen. Walcott besaß während der längsten Zeit seines Lebens die britische Staatsangehörigkeit, verstand sich aber als Kolonialbewohner; er war anglophon, lebte aber auf der Insel St. Lucia, die im Laufe der Geschichte 14-mal den Besitzer wechselte. Während in den Schulen Shakespeare gelesen wird, spricht man auf der Straße zum großen Teil Antillen-Kreolisch (Kwéyòl oder Patois), das Walton ebenfalls beherrschte. Im Gegensatz zu den meist katholischen Einwohnern von St. Lucia war er Methodist; doch sind auch die traditionellen Heiler auf der Insel noch allgegenwärtig. Auch in den Werken der schon lange in den USA lebenden und in englischer Sprache schreibenden Autoren und selbst bei den Immigranten der zweiten Generation sind die karibischen Herkunft und eine besondere Sensibilität für den drohenden Sprachverlust spürbar. Doch geht Homi K. Bhabha so weit, dass er die postkolonialen Kleinstaaten der Karibik mitsam ihrer Kultur und ihren Traditionen wiederum für „Erfindungen“ bzw. Ergebnisse der Interpellation durch die Kolonialstaaten hält.

## Anglokaribische Literatur
Während die frühe anglophone karibische Literatur durch den mühsamen Versuch der Selbstbehauptung und Identitätsgewinnung gegenüber dem Mutterland bestimmt war, kam es spätestens mit der Unabhängigkeit der (zumeist) Zwergstaaten zu einer Literaturblüte, die auch international Beachtung fand, was insbesondere für jamaikanische Autoren gilt. Auf Jamaika wurde zuerst die lokale Kreolsprache (patois) in der Literatur und auf dem Theater verwendet; lange blieben hier auch orale Traditionen und religiöse Gebräuche der Aschanti lebendig. Einen wichtigen Beitrag zur anglokaribischen Literatur leisteten auch indischstämmige Autoren aus Trinidad („indokaribische Literatur“).

### 19. Jahrhundert
Michel Maxwell Philip (1829–1888), Sohn eines weißen Plantagenbesitzers auf Trinidad und einer Afroamerikanerin und später Bürgermeister von Port of Spain, verfasste 1854 den Piratenroman Emmanuel Appadocca, or, Blighted Life: A Tale of the Boucaneers, der als erster karibischer Roman in englischer Sprache gilt. Der Lehrer und Herausgeber der Jamaica Times, Thomas MacDermot (1870–1933) gilt als wichtiger Förderer der frühen jamaikanischen Literatur. Als Journalist startete schon 1899 einen wöchentlichen Kurzgeschichtenwettbewerb in der Jamaica Times, einer literarischen Wochenzeitschrift für gebildete Mittelschichten, deren Herausgeber er fast 20 Jahre lang war. Neben eigenen Romanen und Gedichten brachte er die preiswerte Buchreihe All Jamaica Library, in der lokale Autoren publizierten.
Schon im 18. Jahrhundert gab es in Kingston feste Theatersensembles. Die Zahl der freien Schwarzen stieg im 19. Jahrhundert. Auch sie hatten Zutritt zu den Aufführungen, die zunächst jedoch meist von britischen Seeleuten und Soldaten sowie Plantagenbesitzern und ihren Familien besucht wurden. Das Repertoire richtete sich zunächst meist nach dem von London. Auch in Georgetown (Guyana), Barbados und Antigua existierte seit dem frühen 19. Jahrhundert eine Theaterkultur, doch nur in Jamaika entwickelte sie sich nach der Sklavenbefreiung weg von phantastischen und pittoresken hin zu aktuellen und sozialen Themen. Typisch für Jamaika wurde aber die Mischung aus Comedy, Musik, Folklore und Pantomime, wie sie das 1941 von Greta Fowler gegründete Little Theatre Movement (LTM) verkörperte.

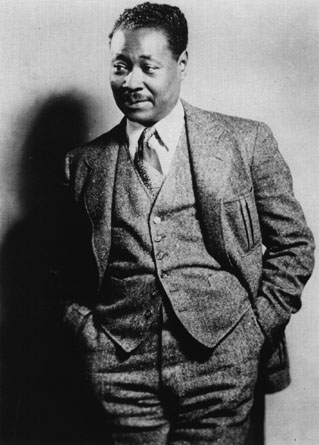
Claude McKay

### 1900–1950
Eine erste Vorstellung von einer umfassenden, die Karibik einschließenden afrikanischen Identität findet sich in der anglophonen karibischen Literatur in der Lyrik des Lehrers und Katecheten Thomas R. F. Elliot (1872–1910), eines Nachkommen afrikanischer Sklaven in Guayana. Den ersten westindischen Roman (Jane’s career) mit einer schwarzen Hauptfigur schrieb 1913 der in Jamaika geborene Herbert George De Lisser (1878–1944), ein Nachkomme von Afrikanern und europäischen Juden. Aus Jamaika stammte auch der con MacDerot geförderte Dichter und Erzähler Claude McKay (1890–1948), der 1912 seinen ersten Gedichtband in Kreolsprache drucken ließ und im gleichen Jahr in die USA auswanderte, wo er zum Mitbegründer der afroamerikanischen, von sozialistischen Ideen beeinflussten Protestbewegung der 1920er Jahre wurde – der Harlem Renaissance. In den USA erschienen von ihm u. a. die Bände Harlem Shadows (1922), Banana bottom (1933) und Selected Poems (postum 1953).
1938 wurde die britische Karibik von neuen Aufständen erschüttert, was die allgemeine Politisierung vorantrieb. Von Jamaika ging in diesen Jahren eine Solidaritätsbewegung der karibischen Länder aus, die 1942 zur Gründung der literarischen Zeitschrift BIM durch Frank Appleton Collymore (1893–1980) aus Barbados führte. In dieser Zeitschrift veröffentlichte auch Derek Walcott (* 1930 in St. Lucia) seine Arbeiten. Auf Trinidad gründete der portugiesischstämmige junge Albert Gomes (1911–1978) im Jahr 1931 die Literaturzeitschrift The Beacon, die in kurzer Zeit zur Entprovinzialisierung der karibischen Literatur beitrug, bis sein Vater, der die Zeitung finanziert hatte, ihn zwang, die Schriftstellerei aufzugeben und in seiner Apotheke mitzuarbeiten. Er entwickelte sich zum Gewerkschaftler, schrieb später einen Roman und eine Autobiographie (Through a maze of colour, 1974) und war 1950–1956 erster Chief Minister des kleinen Landes.

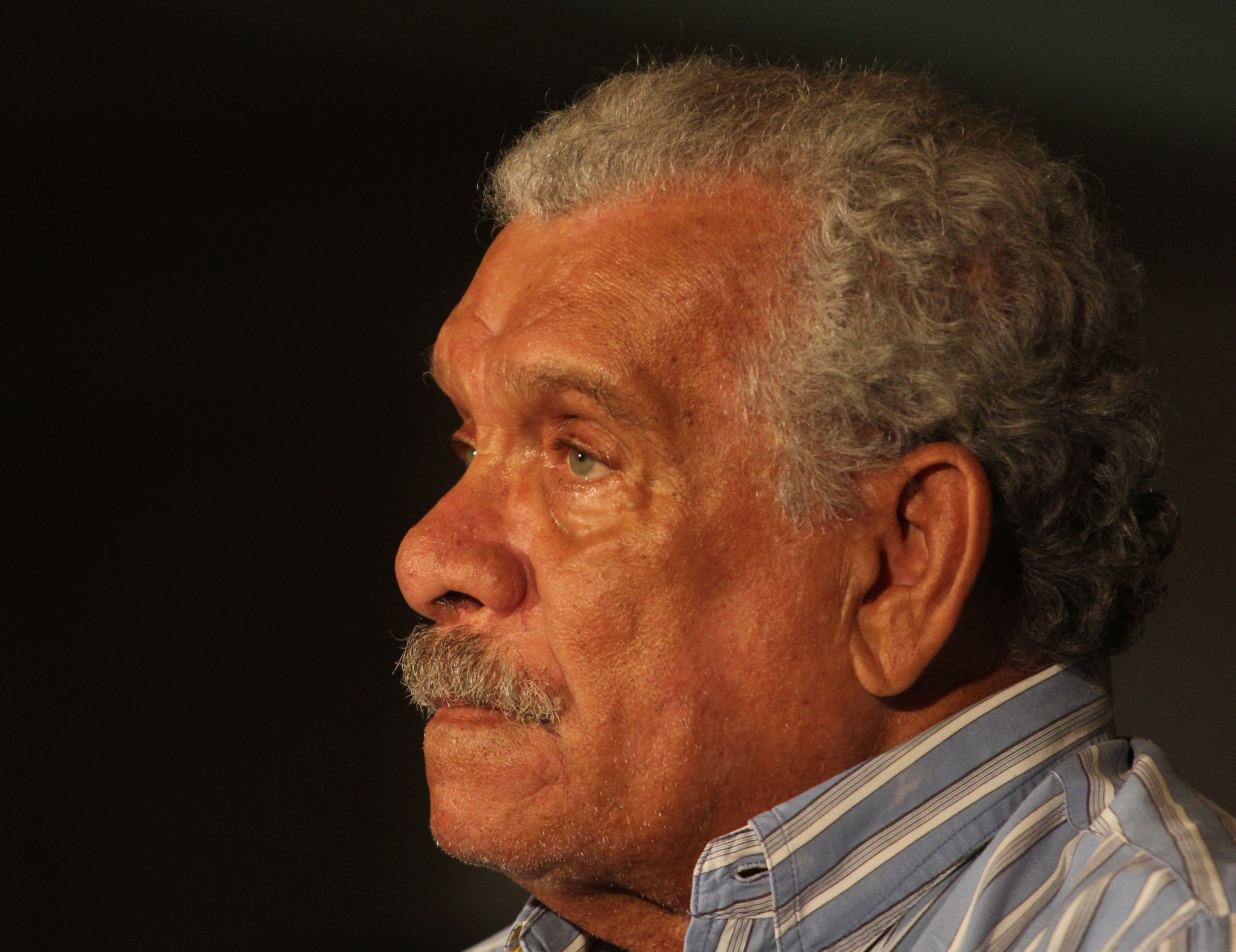
Derek Walcott (2012)

Viele literarische Arbeiten im Umfeld der Gruppe um The Beacon entstanden direkt aus den antikolonialen Kämpfen der 1930er bis 1950er Jahre. Sie zeugen von starkem sozialen Engagement ihrer Autoren, so die Poems of resistance (1954), die Martin Carter (1927–1997) in der Haft in Guayana schrieb, und der sozialrealistische Roman Crown Jewel (1952) des seit 1948 in Australien lebenden Ralph de Boissiere (1907–2008), der von den sozialen Konflikten der 1930er Jahre in Trinidad handelt. Weitere wichtige sozialkritische Erzähler aus Trinidad waren der aus einer portugiesisch-kreolischen Familie stammende Alfred H. Mendes (1897–1991) mit seinem Roman Pitch Lake (1934) und der afrokaribische Essayist und marxistische Sozialtheoretiker C. L. R. James (1901–1989) mit seinem bahnbrechenden realistischen Arbeiterroman Minty Alley (1936). Doch erst Edgar Austin Mittelholzer aus Guayana (1909–1965) gelang es als erstem Autor der Karibik zahlreiche Leser in Europa zu gewinnen (mit Corentyne thunder, 1941, und A morning in the office, 1950).
Auf Jamaika brachte in den 1930er Jahren das Theater unter dem Einfluss der afrikanischen Kultur neue Themen und Formen hervor. Zu den wichtigsten Autoren gehörte die zeitweise in London lebende Dichterin, Dramatikerin und Feministin Una Marson (1905–1965), die in ihrem bedeutenden Stück Pocomania eine Frau aus der Mittelschicht darstellt, die sich von den afroreligiösen Kulten emotionale Erlebnisse und eine Steigerung ihres Lebensgefühls verspricht. Roger Mais’ Drama George William Gordon (1938) trug dazu bei, dass dieser Anführer des Morant-Bay-Aufstands von 1865 – der Sohn eines Schotten und einer Sklavin, der Händler in Kingston tätig war – vom hingerichteten Verräter zum Nationalhelden des unabhängigen Jamaika wurde. Mais kritisierte in seinem Zeitungsartikel Now we Know 1944 die Rolle der Briten im Zweiten Weltkrieg, die versuchten, die Repression in den Kolonien aufrechtzuerhalten; dafür kam er zeitweise in Haft.

### 1950–2000
Geprägt wurde Literaturentwicklung im anglophonen karibischen Raum nach dem Krieg maßgeblich durch die Radiosendung „Caribbean Voices“ der BBC unter Leitung des Iren Henry Swanzy und Una Marsons. Diese Sendungen wurden zwischen 1943 und 1958 produziert und in der gesamten Karibik ausgestrahlt. Die vielen Autoren, die am Ende der Kolonialzeit dort ihre Texte präsentieren konnten – der Buchmarkt war sehr eng, Druckkapazitäten waren knapp und teuer, das Radio bot also eine wichtige, wenn nicht die einzige Publikationschance –, mussten sich inhaltlich und formal an die Vorgaben der BBC anpassen. So betrachten manche Kenner die „Karibische Literatur“ als Konstruktion britischer Intellektueller. Zu den Autoren, deren Werk durch die BBC bekannt wurde, gehört der aus Barbados stammende George Lamming (In the castle of my skin, 1953), der zeitweise in England und den USA lebte und dessen zweiter Romane The Emigrants (1954) sich mit den Versuchen der Schwarzen Migranten befasste, sich in neue soziale Kontexte zu integrieren, sowie Michael Anthony (1930–2023) aus Trinidad, der zunächst Kurzgeschichten und später Lyrik, Romane und historische Sachbücher verfasste. Sein in England entstandener Roman Green Days by the River (1967) über die komplizierte Identitätsfindung der Jugendlichen in einer multiethnischen, in Arme und Reiche gespaltenen Gesellschaft wurde 2017 verfilmt. 1970 kehrte Anthony nach Trinidad zurück. Der als Sohn jamaikanischer Eltern in Kanada geborene John Edgar Colwell Hearne (1926–1994) ging nach seinem Studium in England nach Jamaika, wo er – geschult an Ernest Hemingway und william Faulkner – Romane und Erzählungen mit politischem und gesellschaftlichen Hintergrund über Menschen in Extremsituationen schrieb.

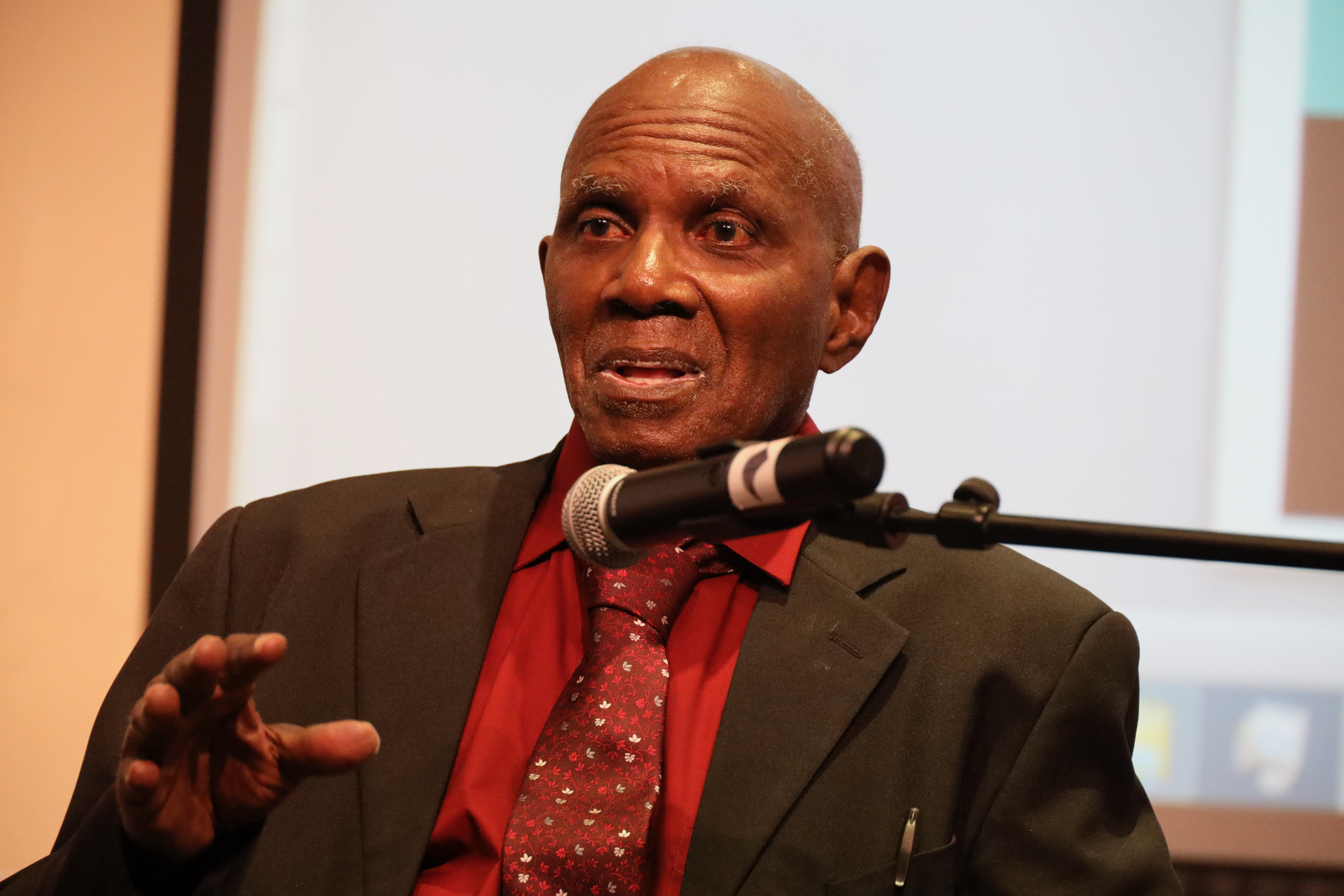
Michael Anthony (2020)

Nach dem Zweiten Weltkrieg kam es zu einer deutlichen Hinwendung zur Kultur Afrikas. Dafür stehen die Romane des Jamaikaners Victor Stafford Reid über den Morant-Bay-Aufstand (New day, 1949), in dem er erstmals durchgängig Kreol verwendet, und über den Mau-Mau-Krieg in Kenia (The Leopard, 1958). Roger Mais’ Roman Brother Man (1954; deutsch Bruder, 1981) über die messianische Rastafari-Bewegung ist zugleich ein Beitrag zum Kampf für die Unabhängigkeit. In diesem Zusammenhang sind auch Derek Walcotts Gedichte zu nennen (u. a. In a green night, 1962). Seit den 1960er Jahren wurden in der Literatur und auf dem Theater häufig lokale Dialekte und Soziolekte verwendet. In der Folge entstand auch ein Improvisationstheater. Volkstümliche Traditionen und karibische Musikformen wie Calypso und Reggae verbanden sich mit Techniken der modernen Lyrik. Ein Vertreter des Indigenismus war der jamaikanische Anthropologe, Afrikakenner und Poet M. G. Smith (Mike Smith, 1921–1993), der lange in den USA und im Vereinigten Königreich lebte und lehrte und neben vielen anderen Werken eine empirische Studie über die Rastafari-Bewegung verfasste. Vielfach ausgezeichnet wurde die jamaikanische Lyrikerin, Erzählerin und Kunstpädagogin Lorna Goodison, die 2019 die Queen’s Gold Medal for Poetry erhielt.
Viele Autoren versuchten, mit Kurzzeitverträgen als Dozenten der University of the West Indies zu überleben, die ihre Hauptquartier in Mona (Jamaika) und Niederlassungen in 17 der heute selbstständigen Staaten oder britischen Überseeterritorien hat. Mit fortschreitender Internationalisierung emigrierten immer mehr anglophone Autoren zuerst nach London, dann häufiger nach New York oder Toronto, wo sich anglokaribische Kolonien gebildet hatten. Dazu gehören Jan Carew (1920–2012) aus Guayana, der durch den Roman Black Midas (1958) bekannt wurde, der ebenfalls aus Guayana stammende Vertreter des Magischen Realismus Wilson Harris (1921–2018), der sich in seiner Carnival Trilogy (1993) mit europäischen Stoffen auseinandersetzte, sowie Oscar Dathorne (1934–2007) aus Guayana, der zum Mitbegründer der Black studies in den USA wurde. Die Soziologin und Schriftstellerin Olive Senior (* 1943) benutzt in ihren Erzählungen teilweise das Patois ihrer Heimat Jamaika, welches auf alle Formen von to be verzichtet und die Verlaufsform (-ing) statt des einfachen Präsens verwendet. Sie untersucht die Prozesse kreolischer Identitätsbildung und die Situation der Frauen und Mädchen in der Karibik. Senior lebt seit 1993 in Toronto.
Weiterhin emigrierten der Romanautor und Journalist Geoffrey Drayton (* 1924) aus Barbados, die Erzählerin Jamaica Kincaid (* 1949) aus Antigua, die Schriftstellerin und Schauspielerin Pauline Melville (* 1948) und die Lyrikerin Grace Nichols (* 1950) – beide aus Guayana –, der Lyriker Kamau Brathwaite (1930–2020) und der Schriftsteller und kanadische Bürgerrechtler Austin Clarke (1934–2016) – beide aus Barbados; schließlich der bereits genannte Derek Walcott, der sich vom Preisgeld des Literaturnobelpreises jedoch endlich den Traum erfüllen konnte, ein Haus in seiner Heimat St. Lucia zu kaufen.
Earl Lovelace (* 1965) ist tief in den Traditionen Trinidads verwurzelt; seine Romane (dt.: Der Drachentanz 1984) behandeln das konfliktreiche postkoloniale Leben einfacher Menschen. In Trinidad bildete sich auch eine indokaribische Literatur heraus, deren Autoren meist aus Familien von Vertragsarbeitern oder muslimischen Migranten stammten. Ismith Khan (1925–2002), ein Enkel paschtunischer Zuwanderer, trug mit seinen nach seiner Auswanderung in die USA verfassten Romanen, in denen afrikanische, indische und karibische Mythen verschmelzen, wesentlich zur Identitätsbildung der indokaribischen Community bei. Seine Bücher (u. a. The Jumbie Bird, 1961) gründen in den Erfahrungen seiner Kindheit und in den Kulturkonflikten des Landes.

### Seit 2000

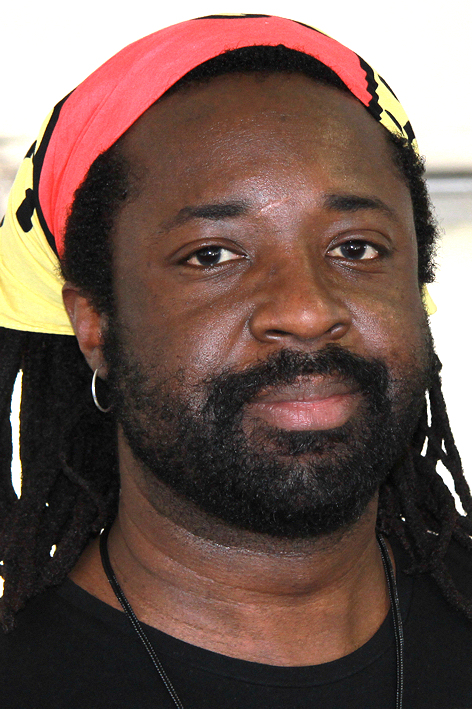
Marlon James auf dem Texas Book Festival in Austin (2014)

Zu den wenigen Autoren, die während ihres Lebens überwiegend in ihrer Heimat blieben, gehören der Historiker, Dichter und Sachbuchautor Howard Fergus (* 1937) von der winzigen Insel Montserrat und der ehemalige Benediktinermönch, Erzähler und Romanautor Lawrence Scott (* 1943 in Trinidad), der durch seine kunstvoll-komplexe „rokokoartige“ Prosa bekannt wurde. Er erhielt 1999 den Commonwealth Writers’ Prize in der Kategorie „bestes Buch aus Kanada und der Karibik“ für Aelred’s Sin, einen Roman über den Konflikt zwischen Homosexualität und religiöser Berufung. Auch sein historisch-fiktionaler Roman Light falling on bamboo (2012) über die moralischen Konflikte eines Malers des 19. Jahrhunderts wurde hoch gelobt.
Der indokaribische Autor und sozial engagierte Journalist Kevin Baldeosingh (* 1963) aus Trinidad verfasste neben Sachbüchern (u. a. der einzigen Geschichten Trinidads im 20. Jahrhundert) auch drei Romane, über 20 Kurzgeschichten, den Einakter The Comedian (2007) und Tausende von Zeitungsartikeln. Wegen seiner Religionskritik (Mocking gods: The Religion Columns, 2020) und seinem Einsatz für die Legalisierung der Abtreibung wurde er nach 2017 von keiner Zeitung in Trinidad mehr beschäftigt. Zu den jüngeren erfolgreichen Autorinnen Trinidas zählt Sharon Millar, Gewinnerin des Commonwealth Short Story Prize 2013.

### Anglokaribische Autoren in der Diaspora

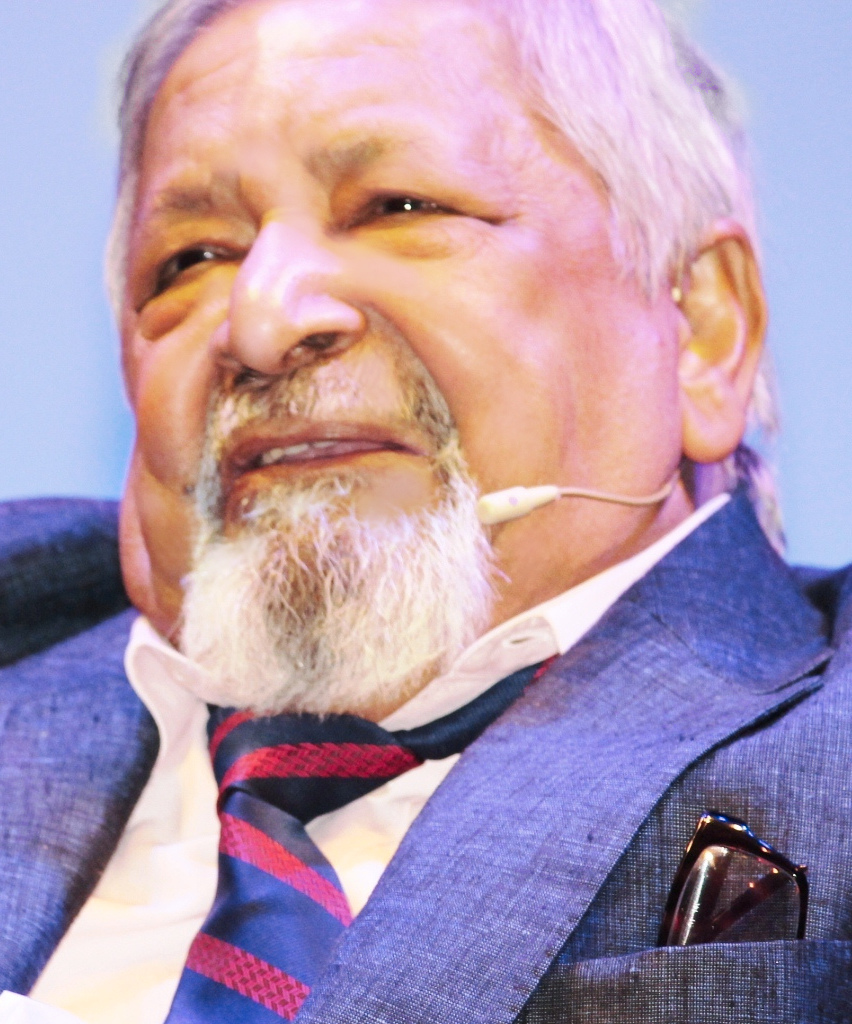
Sir V. S. Naipaul in Dhaka (2016)

Viele aus der Karibik stammende Autoren werden von der Literaturkritik heute als Briten, US-Amerikaner und Kanadier betrachtet. Zu den frühen Vertretern der anglo- bzw. indokaribischen Autoren in Großbritannien gehörte der 1950 aus Trinidad eingewanderte Samuel Selvon (Sam Selvon), der Enkel einer indischen Familie, dessen berühmtestes Werk der in kreolisiertem Englisch geschriebene Roman The Lonely Londoners (1956) ist. Er schrieb auch Hörspiele, Drehbücher und Gedichte und lebte später in Kanada.
Die gemischte Insider-Outsider-Sicht des Migranten zeichnet auch die Arbeiten des Jamaikaners Andrew Salkey (1928–1995) aus, der mit 24 Jahren nach England emigrierte, wo er lehrte und für die BBC arbeitete und vielen karibischen Autoren eine Stimme gab. Er setzte sich mit dem Verhältnis von afrikanischen Erbe und Massengesellschaft, von Geisterglauben und Christentum auseinander. Seine Romane spielen abwechselnd in Jamaika und London. Bekannt wurde vor allem Escape to an Autumn Pavement (1960) über die sexuelle Identitätsprobleme eines karibischen Migranten.
Die mit 16 Jahren aus Dominica nach England ausgewanderte Jean Rhys (1890–1979) veröffentlichte 1966 nach einer Reihe von Kurzgeschichten und einem Roman ihr Hauptwerk Wide Sargasso Sea (dt. „Die weite Sargassosee“ 2002; Neuübersetzung 2015). Den Roman konzipierte sie mit antipatriarchalischem and antikolonialistischem Impetus als fiktive Vorgeschichte zu Charlotte Brontës Jane Eyre, um das unglückliche Dasein der geistig verwirrten Figur Bertha in Brontës Roman zu erklären, die sie in ihrem Buch Antoinette nennt. Die aus einer kreolischen Pflanzerfamilie Jamaikas stammende Antoinette lebt nach einer arrangierten Heirat mit einem gefühlsarmen Engländer – eingesperrt im Dachgeschoss eines englischen Herrenhauses – in einer Leere zwischen ihrer verlorenen karibischen und ihrer nie gelebten britischen Identität, wofür die Sargassosee mit ihrer kreisenden West-Ost-West-Strömung als Symbol steht. Zugleich bildet diese Strömung die Wege des atlantischen Dreieckshandel mit Sklaven, Waffen und Zucker ab, der die Pflanzer ihren Reichtum verdanken.
Seit den 1970er Jahren entstand in Großbritannien eine karibische Literatur der zweiten Generation. Dazu gehören der indokaribische Schriftsteller David Dabydeen (* 1955 in Guayana), die afrokaribische Autorin, Drogenberaterin und Sozialarbeiterin Joan Riley (* 1958 in Jamaika), die 1985 mit The Unbelonging den ersten Roman über die Erfahrungen von schwarzen Migrantinnen in England schrieb, der bekannte Kinderbuchautor Faustin Charles (* 1944 in Trinidad) und der Dichter und Dramatiker E. A. Markham (1939–2008) aus Montserrat. Caryl Phillips (* 1958) aus St. Kitts, der schon in seinem Geburtsjahr die Insel verließ, lebte in England und den USA und verfasste Romane, Dramen und Essays über die karibische und afrikanische Diaspora in diesen Ländern. Seine teils auf oder nach Reisen durch Afrika und Europa entstandene Essaysammlung Colour Me English (2011) handelt von dem inneren „Aushandlungsprozess“ seiner widerstreitenden Identitäten.
Der in England lebende, von indischen Vorfahren in Trinidad abstammende und vor allem durch kritische Reiseliteratur bekannt gewordene V. S. Naipaul (1932–2018), der wegen seiner Identifikation mit den Werten der ehemaligen Kolonialherren nicht nur in seiner Heimat umstritten ist und rassistischer Vorurteile nicht nur gegenüber Afrikanern, sondern auch gegen Indern (Land der Finsternis, 1964) bezichtigt wurde, erhielt 2001 den Nobelpreis. Seine ersten Romane behandeln noch das Leben auf seiner Heimatinsel; sein späteres Werk, für das er 2001 den Nobelpreis erhielt, reflektiert seine Entwurzelung in der Diaspora und setzt sich kritisch mit den Folgen der Dekolonisation der Karibik, Afrikas und Asiens auseinander.
Der schon erwähnte Edgar Mittelholzer war wohl der erste Autor, der aus der Karibik nach England auswanderte und hier in den 1950er Jahren erfolgreich wurde. Geboren in Guayana, fühlte er sich im gesamten Commonwealth zuhause. Von seinen 21 Romanen wurden einige auch ins Deutsche übersetzt. Der ebenfalls aus Guayana stammende Mike Phillips (* 1941) verfasst Romane, Rundfunk- und Fernsehsendungen sowie Fotodokumentationen über den Alltag der Black British. Seine Themen sind Ethnizität und Identität. Gaiutra Bahadur, Urenkelin einer indischen Kontraktarbeiterin, die 1903 auf eine Zuckerrohrplantage in Guayana kam, wanderte mit ihrer Familie mit sechs Jahren in die USA aus. In Coolie Woman: The Odyssey of Indenture (2013) verfolgt sie die Spuren ihrer Urgroßmutter, die wie die anderen indischen Vertragsarbeiterinnen – häufig junge Witwen – die Lücke füllen sollten, die die Abschaffung der Sklaverei hinterlassen hatte.
Die Eltern von Ferdinand Dennis (* 1956) wanderten aus Jamaika aus, als er acht Jahre alt war. Sein erster Roman The Sleepless Summer (1989) genoss Kultstatus in der britisch-jamaikanischen Community. Er knüpft thematisch an den Roman The Lonely Londoners von Sam Selvon aus. Über seine ausgedehnten Reisen nach Afrika und über die afrikanische Diaspora berichtete er in Sachbüchern.

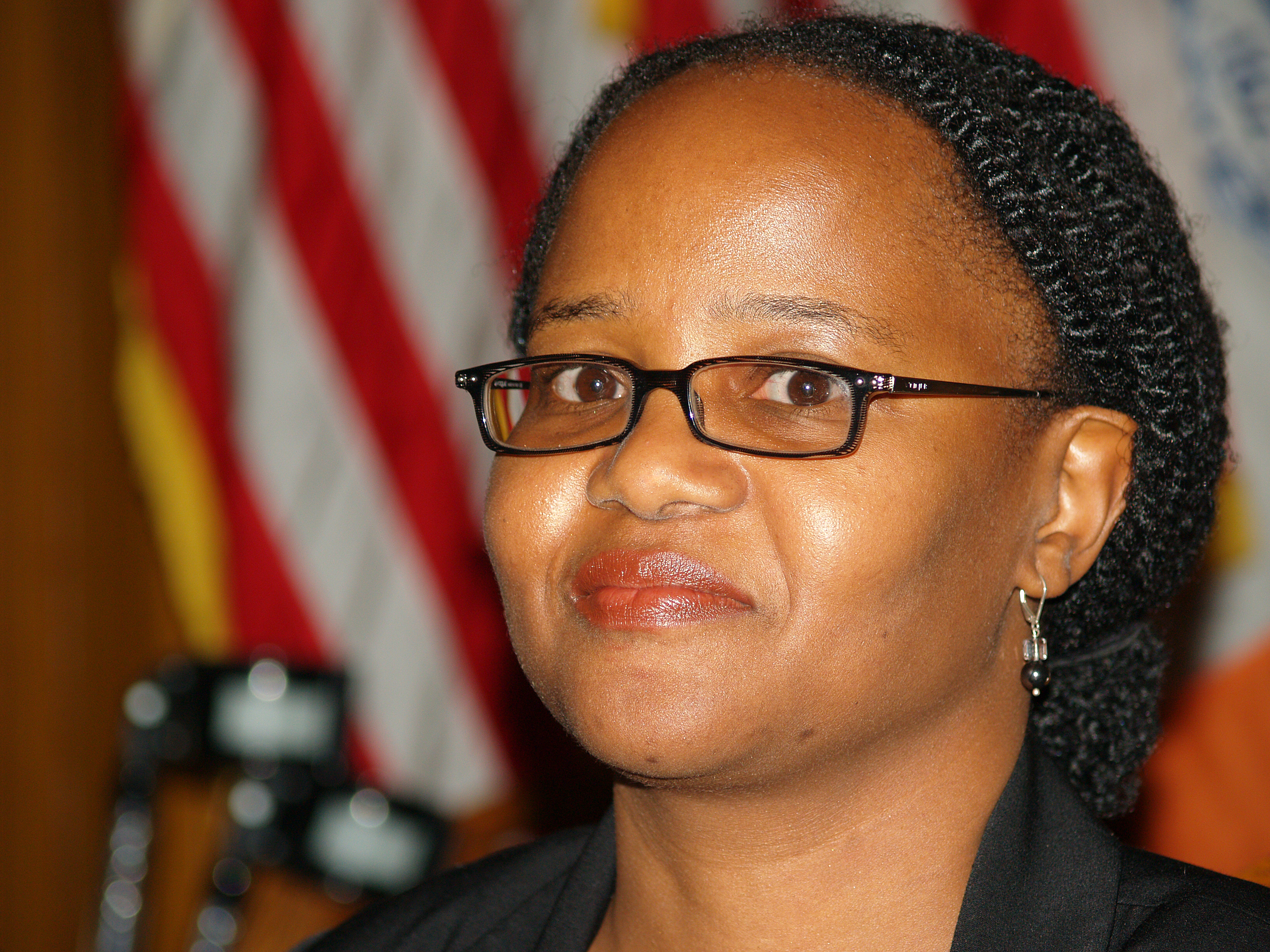
Edwidge Danticat

Edwidge Danticat (* 1969) wanderte im Alter von zwölf Jahren aus Haiti in die USA aus, wo sie durch ihr auch ins Deutsche übersetzte Buch Breath, Eyes, Memory (1994) schlagartig bekannt wurde. Zu den anglophonen Autoren aus der Karibik, die wegen der dort verbreiteten Homophobie in die USA emigrierten, zählt der in Jamaika geborene Marlon James (* 1970), der durch seinen mit dem Man Booker Prize ausgezeichneten Roman A Brief History of Seven Killings (2014) bekannt wurde. Er behandelt Gewalt und Drogenhandel in seiner Heimatstadt Kingston.

### Belize
Belize, das an Mexiko und Guatemala grenzt, ist durch die britische Kolonialherrschaft (bis 1981) ebenso geprägt wie durch afrokaribische Einflüsse und Traditionen der Maya und der Garifuna-Kultur. Hinzu kommen indische, arabische und ostasiatische Einflüsse, so dass Belize in Amerika wohl die größte ethnische und kulturelle Diversität auf engstem Raum repräsentiert und insofern einen Sonderfall darstellt.
In den 1920er Jahren veröffentlichte der Sohn eines Holzfällers und Autodidakt James Sullivan Martinez den Lyrikband Caribbean Jingles, der wegen der Verwendung der kreolischen Sprache auch heute noch als sprachinnovativ gilt. In Beka Lamb (1982; dt. „Beka“) erzählt Zee Edgell (1940–2020), die als wichtigste Autorin Belizes gilt, die Geschichte eines kreolischen Mädchens zwischen Matriarchat und erwachender nationaler Bewegung während der 1950er Jahre. Glen Godfrey behandelt in The Sinner’s Bossanova (1987) den Transformationsprozess der kolonialen Gesellschaft am Beispiel eines auf einer Farm lebenden Mädchens. Kurzgeschichten und Lyrik verfasst Leo Bradley, der Snapshots of Belize: An anthology of short fiction (1995) mit herausgab, den ersten Band der Buchreihe Belizean Writers Series. In dieser Reihe wurden bisher Anthologien mit Kurzgeschichten, Stücken, Lyrik und Lebenserinnerungen von Autoren aus Belize sowie Märchen und Mythen veröffentlicht. John Alexander Watler (1938–2015) verfasste den Roman Boss of Dangriga (2007). Darin und in seinen anderen Romanen, aber auch in Stegreifperformances und Theaterstücken porträtierte er volkstümliche Charaktere. Auch Leroy Young (* 1967) ist ein Vertreter der aus Jamaika stammenden improvisierten dub poetry, meist mit Musik unterlegten Rezitationen, die vor allem im Radio und durch Videos verbreitet werden.

## Frankokaribische Literatur
Die frankophone karibische Literatur setzte im 18. Jahrhundert mit den Reiseberichten französischer Missionare, u. a. von Jean-Baptiste Labat (1663–1738), zugleich Plantagenbesitzer, dessen zynische Schilderung der Sklaven und ihrer Lage der französischen Aufklärung die Grundlage ihrer Kritik an den kolonialen Zuständen lieferte.

### Haiti

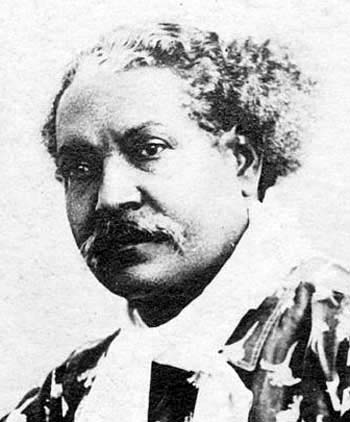
Charles Alexis Oswald Durand

Auf Haiti entstanden im Zuge der Sklavenaufstände und der Unabhängigkeit (1804, von Frankreich anerkannt erst 1822) die ersten Schriften schwarzer und mulattischer Autoren mit lokaler Thematik. Historiker und Politiker wie den Brüdern Ignace Nau (1808–1839) und Émile Nau (1812–1860), Thomas Madiou (1814–1884) und Joseph Saint-Rémy (1818–1856) kämpften gegen die Sklaverei in anderen Antillenstaaten und pflegten das Andenken der Revolution in Essays, Geschichtswerken und romantisch-patriotischen Gedichten.

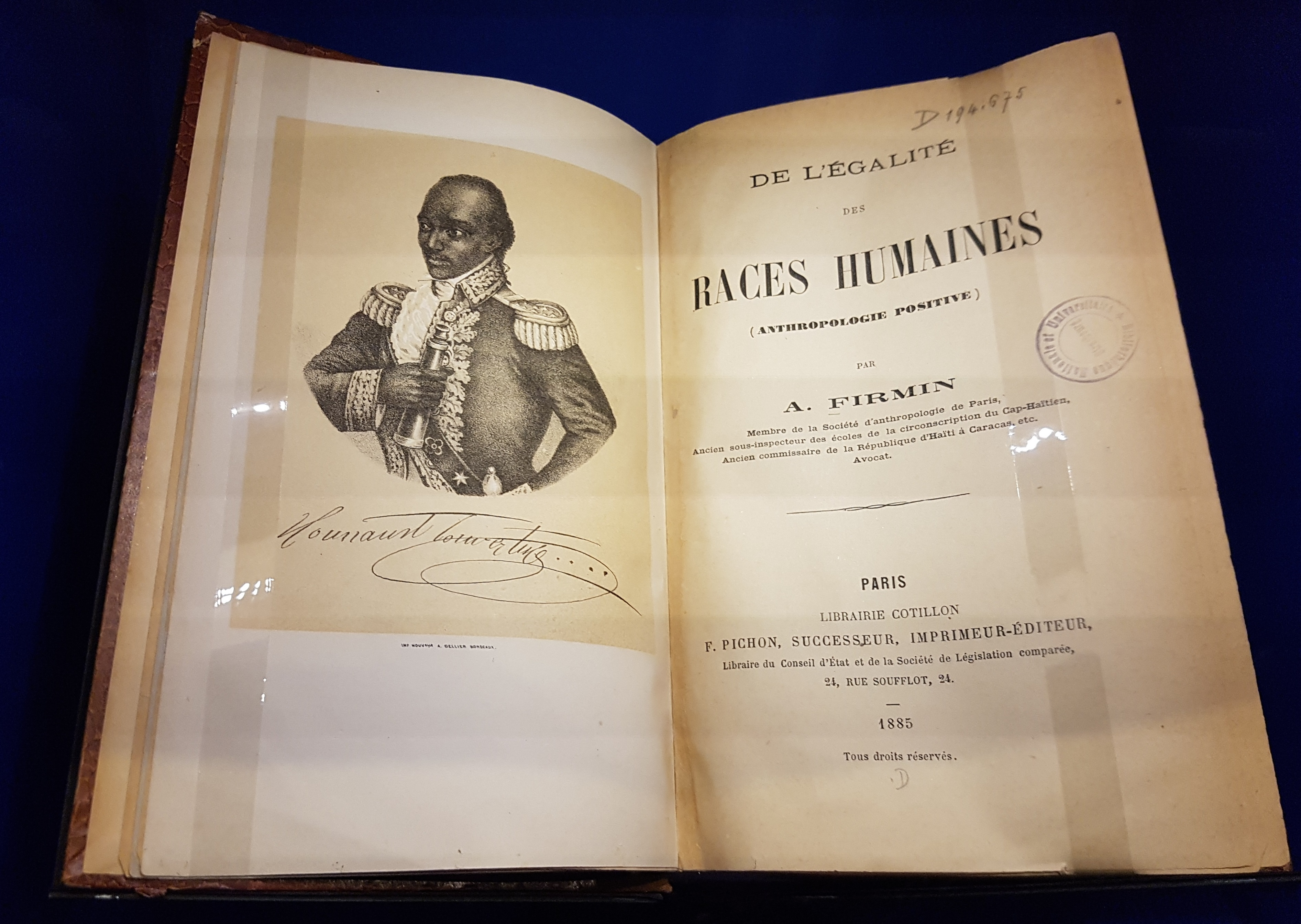
Titelseite des Buches von (J.) A. Firmin: De l'égalité des races humaines (Anthropologie positive), Paris 1885. Das Bild zeigt Toussaint L'Ouverture, Anführer der erfolgreichen Sklavenrevolte 1791–1795 und Vorkämpfer der Unabhängigkeit Haitis

Für die nächste Generation romantischer Schriftsteller und Dichter steht Oswald Durand (1840–1906), ein Schuldirektor, der Gedichte nicht nur in französischer Sprache, sondern auch auf Créole schrieb. Sein Gedicht Ti zwezo nan bwa ki tape koute („Kleiner Vogel“, 1883) wurde von Michel Mauléart Monton vertont und durch Harry Belafonte unter dem Titel Yellow Bird 1961 weltbekannt. Durand verfasste auch den Text der Nationalhymne Haitis. Historiker, Journalisten, Politiker und Diplomaten wie Louis-Joseph Janvier und Joseph Anténor Firmin – dieser verfasste das anthropologische Werk De l'égalité des races humaines (1885) – versuchten in dieser Zeit, durch ihre Veröffentlichungen das durch rassistische Verunglimpfung ruinierte Image des Staates aufzubessern.
Die zu Beginn des 20. Jahrhunderts – mit Auslaufen der Romantik –entstandene Gattung des Roman national – ein Vertreter war Justin Lhérisson (1873–1907) – charakterisiert auf teils satirische Art die haitianische Gesellschaft. Gleichzeitig entwickelte sich das Lodyans (von l'audience, dt. „das Publikum“) aus einer ursprünglich mündlichen kurzen Form der Erzählung zur Schriftform. Die oft humoristischen Lodyans wurden zuerst ebenfalls von Justin Lhérisson und von seinem Freund, dem Journalisten, Romancier, Dramatiker und Staatssekretär Fernand Hibbert (1873–1928) gesammelt. Auch Frédéric Marcelin (1848–1917), zeitweise Finanzminister Haitis, war wie Hibbert ein Vertreter der indigenistischen Schule (indigénisme), die den Bauern „aufs Maul schauen […] und ihre Kulte begreifen“ sollten. Er schildert die Verhältniss in seinem Land aus ironischer Distanz. In seinem Roman Thémistocle-Épaminondas Labasterre (1901) beschreibt er den Aufstieg eines Haitianers, der von seinen Eltern diesen antiken Namen bekam, damit er ein großer Redner und Parlamentsabgeordneter würde. Marcelins Zivilisationsideal bleibt jedoch auf Frankreich ausgerichtet; resignierend kommt er zu dem Schluss, dass das Schlechte in Haiti stets dominiert.

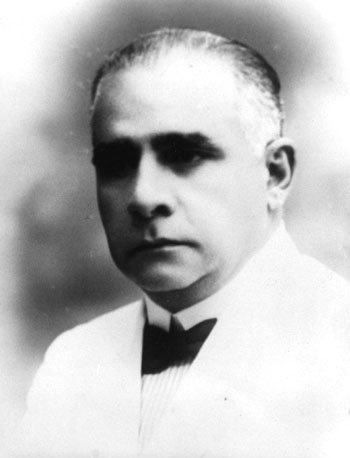
Fernand Hibbert

Mit der amerikanischen Besetzung (1915–1934), gegen die Hibbert ankämpfte, führte die politisch-literarische Kritik an der Überfremdung des Landes zu einer Rückbesinnung auf das afrikanische Kulturgut, die der Gelehrte Jean Price-Mars (1876–1969), ebenfalls ein Vertreter des Indigenismus, einleitete. Die Darstellung des bäuerlichen Lebens und der zuvor tabuisierten Voodoo-Praktiken erhielt fortan einen zentralen Platz in der Literatur, so in den Romanen von Èdris Saint-Amand (1918–2004) und bei Philippe Thoby-Marcelin (1904–1975), der gemeinsam mit seinem Bruder Pierre Marcelin mehrere Romane (Canapé Vert, 1944; La Bête de Musseau, 1946) verfasste, in denen sie die Haïtianité gegen die US-Kultur verteidigten. Philippe übersiedelte später in die USA. Jacques Roumain (1907–1944), der erste Generalsekretär der Kommunistischen Partei Haitis, war Begründer eines nicht-folkloristischen Indigenismus. Sein Roman Gouverneurs de la rosée (posthum 1944; dt.: „Herr über den Tau“) stellt das dörfliche Kollektiv und seine Formen des Umgangs mit einer Dürrekatastrophe in den Mittelpunkt. Jacques Stephen Alexis (1922–1961) distanziert sich zunächst mit einer betont realistischen Erzählweise vom Indigenismus, um später zum Réalisme merveilleux, einer Variante des Magischen Realismus zu finden. Indigenismus und Negrismus mündeten so in die Négritude, die sich der Stilmittel des europäischen Surrealismus bediente, um neue Ausdrucksformen einer „neoafrikanischen“ Kultur zu entwickeln. Diese Tendenzen wirkten auf Afrika zurück.
Alexis, der in Paris zu den afrikanischen Vertretern der Négritude Kontakt hatte, führte zusammen mit dem später als Lyriker und politischen Autor bekannt gewordenen René Depestre (* 1926) im Jahr 1946 einen Studentenaufstand an, dessentwegen ihn der diktatorisch regierende Präsident Élie Lescot, der die lokalen religiösen Traditionen als Aberglauben verfolgte, ins Exil nötigte.
Depestres („Der Schlaraffenbaum“) und Alexis' Werke weisen eine Reihe gemeinsamer Merkmale auf: Sie thematisieren „politische Anliegen, gekoppelt mit Rückgriffen auf die Körperlichkeit haitianischer Menschen, auf volksnahe Traditionen wie den […] Voodookult […], der das Heilende, die Interdependenz aller Dinge und Lebewesen beinhaltet“ und entgehen dem Vorwurf des Exotismus, indem sie ihn in einen humanistisch-politischen Kontext einbetten.
Seit den 1950er Jahren überwog eine sozialkritische bis sozialistische Perspektive in der haitianischen Literatur. Die diktatorische Herrschaft der Familie Duvalier trieb nach 1960 zahlreiche kritische Schriftsteller ins Exil. Dazu gehörten außer René Depestre die Lyriker Jean-Fernand Brierre (1909–1992), Jean Métellus (1937–2014), Ahnthony Phelps (* 1928), Josaphat-Robert Large (1942–2017), den Lyriker, Romancier und Sozialkritiker Lyonel Trouillot (* 1956) und andere. Jacques Stephen Alexis wurde als Kommunist nach seiner heimlichen Rückkehr aus dem Exil nach Haiti 1961 ermordet. Der Essayist Georges Anglade (1944–2010) lebte zeitweise im kanadischen Exil; er starb beim Erdbeben 2010. Auch Dany Laferrière (* 1953) wanderte in den 1980er Jahren nach Kanada aus. Er erhielt 2014 den Internationalen Literaturpreis für seinen Roman Das Rätsel der Rückkehr.
Erst 1975 erschien auf Haiti der erste Roman in kreolischer Sprache („Dézafi“) von Frankétienne (1936–2025), der auch als Maler und Musiker bekannt wurde, 1988 kurzfristig Kulturminister war und 2009 für den Nobelpreis nominiert wurde.

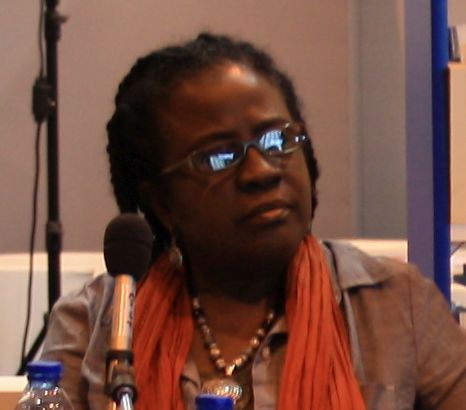
Evelyne Trouillot (2011)

Evelyne Trouillot (* 1954) schreibt auf Französisch und Kreolisch; ihr vielfältiges Werk wurde mehrfach ausgezeichnet. Ihr bekanntester Roman ist wohl Rosalie l’infâme (2003), der das Schicksal einer Sklavin Ende des 18. Jahrhunderts in Anlehnung an Primo Levis Erzählung über sein Überleben in Auschwitz erzählt. Ihr Bruder Lyonel Trouillot (`1956) schreibt auf Französisch; zeitweise lebte er im Exil in den USA. Sein kurzer Roman Jahrestag (dt. 2012) zeigt den Zustand der haitianischen Gesellschaft am 200. Jahrestag der Unabhängigkeit 2004.
Kettly Mars (* 1958) schreibt auf französisch und kreolisch; ihre Themen sind Sexualität und politische Gewalt. Einer der heute meistgelesenen Romanautoren ist Gary Victor (* 1958), der auch für Theater, Radio, Fernsehen und Kino arbeitet. Louis-Philippe Dalembert (* 1962) lebt in Frankreich und beschreibt in seinen Romanen und Erzählungen das schwierige Leben Jugendlicher in Haiti oder die Identitätssuche von Geflüchteten. Die mehrfach ausgezeichnete Romanautorin Emmelie Prophète (* 1971) wurde 2022 Kultur- und Kommunikationsministerin Haitis. Les Villages de Dieu (2020) ist ein Buch über die lähmende Korruption, Drogenkriminalität und Prostitution in Port-au-Prince.

### Martinique, Guadeloupe, Französisch-Guayana

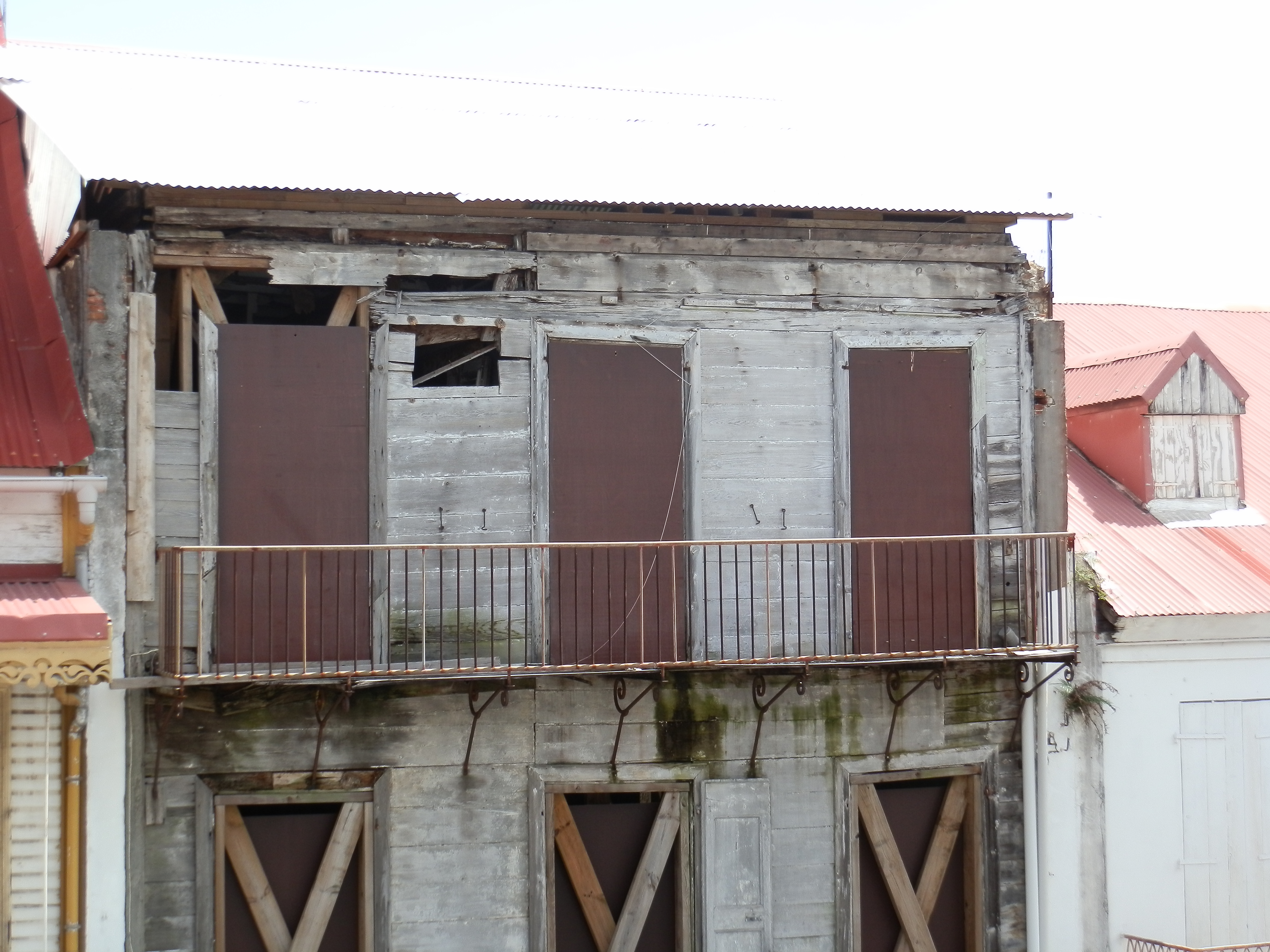
Geburtshaus von Saint-John Perse in Pointe-à-Pitre (2012)

Die Literatur der übrigen frankophonen Gebiete richtete sich länger an französischen Vorbildern aus als die Haitis. Louis de Maynard de Queilhe verfasste 1835 mit Outre-Mer den ersten Roman auf Martinique, der die Auswirkungen der Ereignisse der Jahre 1829–1831 rund um die französische Julirevolution auf die Karibik aus Sicht der von Verarmung bedrohten weißen Kreolen behandelt. Die Literatur der französischen Karibik fand aber erst im Werk des aus Guadeloupe stammenden Lyrikers Saint-John Perse (1887–1975) einen ersten Höhepunkt. Dieser kehrte allerdings schon in jungem Alter 1899 mit seiner Familie nach Frankreich zurück und erhielt 1960 den Nobelpreis für Literatur. Der Erzähler, Romancier und Lyriker René Maran (1887–1960), der seine Heimat Martinique ebenfalls früh verließ und in der Pariser Kolonialverwaltung arbeitete, erhielt 1921 als erster schwarzer Schriftsteller den Prix Goncourt für seinen Roman Batouala, in dem der Kolonialismus scharf kritisiert wird. Dadurch verlor er seine Stelle.

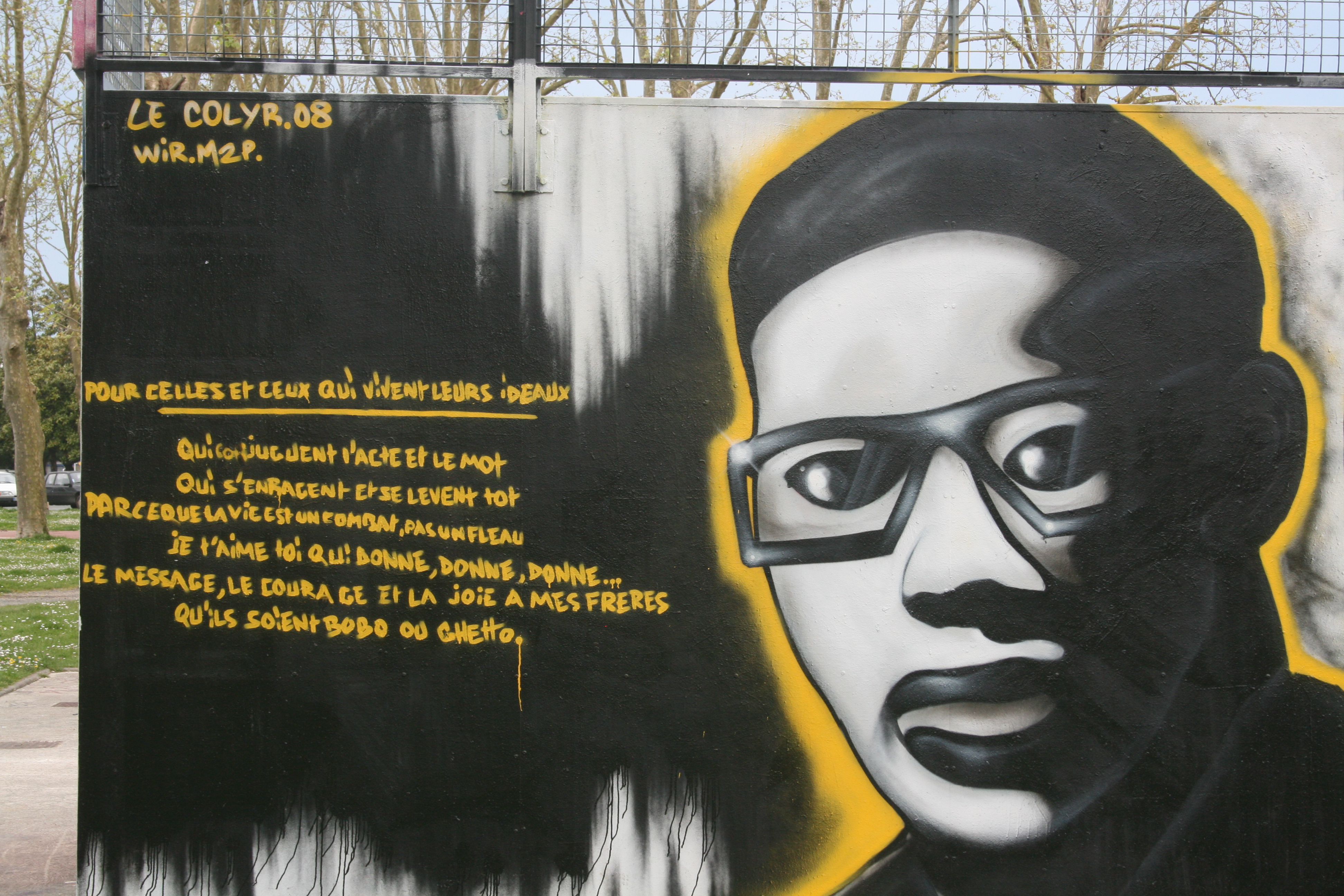
Graffiti mit Porträt Aimé Césaires in Royan, Frankreich

Im Paris der 1930er Jahre begründeten karibische Autoren wie der Politiker, Essayist und Lyriker Aimé Césaire (1913–2008) aus Martinique sowie der aus Cayenne stammende Léon-Gontran Damas (1912–1978) gemeinsam mit Léopold Senghor die Bewegung der Négritude, die mit Pigments (1933) von Damas und Cahier d’un retour au pays natal (1939) von Césaire die karibische Lyrik grundlegend erneuerte. Damas, der auch Afrika bereiste, lehrte wirkte seit 1970 in den USA als eine Art Kulturbotschafter der Karibik.
Erst nach 1945 entstand eine Literatur, die sich intensiver mit dem Kolonialismus in der Karibik als auch mit der kolonialen Gewalt und den Befreiungsbewegungen in Afrika auseinandersetzte. Dazu zählen die Werke der beiden auf Martinique geborenen Autoren Frantz Fanon (Schwarze Haut, weiße Masken, 1952; Les damnées de la terre, 1961) und Joseph Zobel (1915–2006) (La Rue Cases-Nègres, 1950; 1983 verfilmt) sowie die Romane der in Guadeloupe geborenen Michèle Lacrosil (1911–2012). Fanon wandte sich radikal von der Négritude ab und untersuchte die Traumata und psychischen Deformationen der Kolonisierten in der Karibik wie in Algerien sowie die Formen der Gegengewalt. Auch Zobel hatte engen Kontakt zu den Senegalesen in Paris und arbeitete selbst im Senegal. Nach anfänglicher Begeisterung über den Beitrag Lacrosils zur Négritude wurden ihre späten Romane aus den 1960er Jahren in den USA weit mehr beachtet als in Frankreich, wo ihre Kritik am kulturellen Riss, der durch die französische Karibik verläuft, auf Unverständnis stieß und sie heute fast vergessen ist. Gallimard wies ein Romanmanuskript von ihr zurück, das bis heute nicht veröffentlicht wurde.
Der Arzt, Forscher und militante Kämpfer für die Autonomie und die kreolische Sprache Bertème Juminer (1927–2003) lebte in Französisch-Guayana, Frankreich, Tunesien, im Senegal und auf Guadeloupe und wurde durch den autobiographischen Roman Les bâtards (1961) bekannt, in dem er die Exilsituation beschrieb. Wie Damas zeichnet er darin ein pessimistisches Bild von den schwarzen Eliten, die völlig an die französische Kultur assimiliert und daher „Bastarde“ seien. Der Autor und Politiker Serge Patient (* 1934) hingegen beschreibt in seinem historischen Roman Le nègre du gouverneur (1972) den Aufstieg eines ehemaligen Sklaven, der dank seiner Assimilationsfähigkeit in die besseren Kreise von Cayenne eindringt, bis er dem Wahn erliegt, eine weiße Frau heiraten zu können. Insgesamt ist die Sozialkritik in der Literatur Französisch-Guayanas weit weniger scharf ausgeprägt als bei den Autoren des früheren Britisch-Guayana.

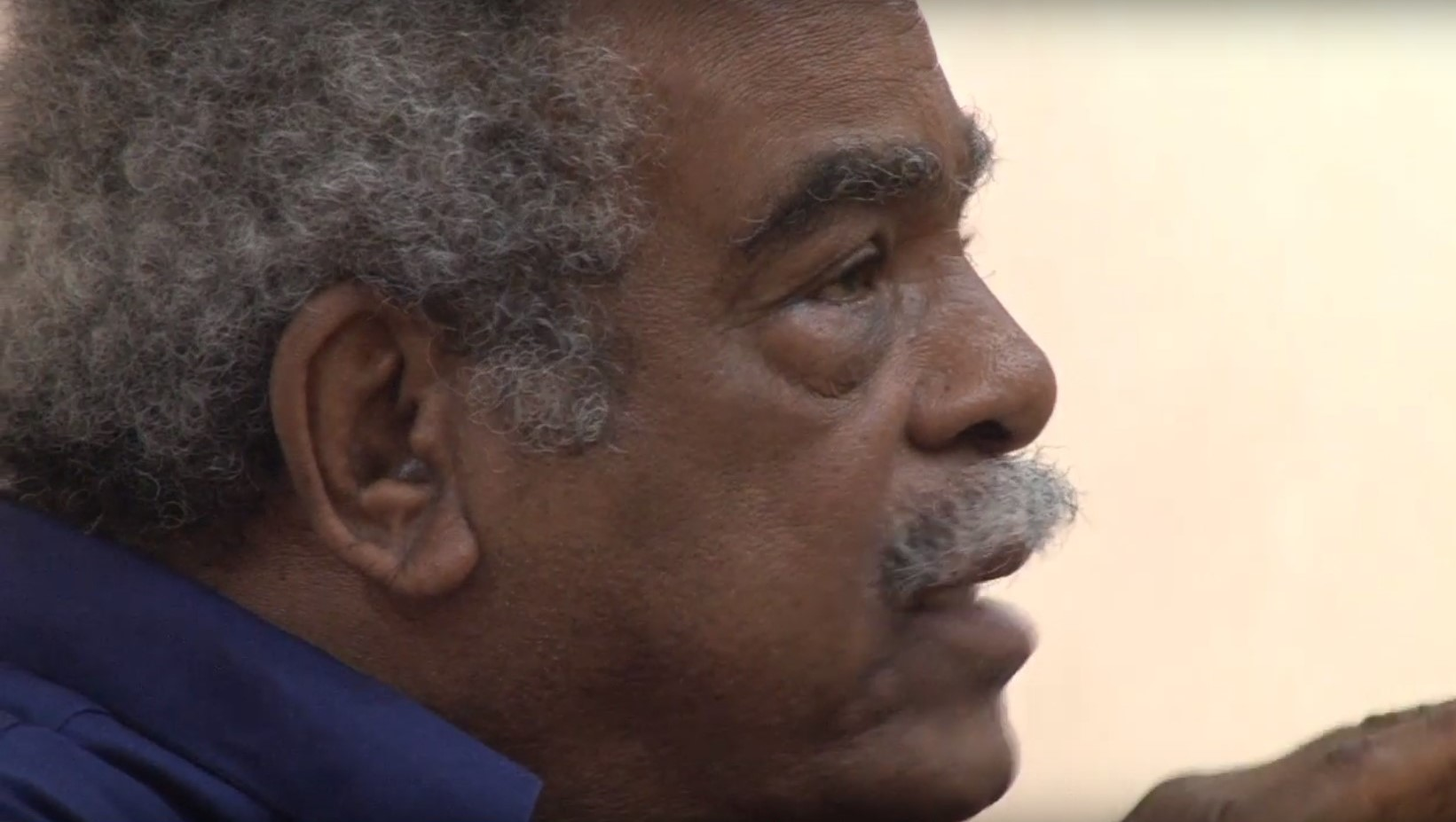
Édouard Glissant

Aus Martinique stammte der Romancier, Lyriker und Kulturtheoretiker Édouard Glissant (1928–2011), der das Konzept einer spezifischen multikulturell-karibischen Identität – der Antillanité („Antillität“) – prägte und in seinem Werk konkretisierte. In seinem Theaterstück Monsieur Toussaint setzte er sich mit dem Mythos um den haitianischen Nationalhelden Toussaint Louverture auseinander. Sein Thriller La Lézarde (1958) wirkt durch seine surrealistisch anmutende „diabolische Phantasie“. Als Kosmopolit lebte er abwechselnd in New York, Paris und Martinique. Häufiger war er auch Gast in Berlin. Er gilt als der bedeutendste Autor der französischsprachigen Karibik und intellektueller Vordenker im Diskurs über die Kreolisierung der Gesellschaft. Seine Werke wurde in über zwanzig Sprachen übersetzt. Eine Éloge der kreativen kreolischen Polyphonie entwickelte auch Daniel Maximin (1947–2013) aus Guadeloupe in seiner Trilogie L’isolé soleil (1981) Soufrières und L'ïle et une nuit. Simone Schwarz-Bart (* 1938), die behauptet, in Guadeloupe geboren zu sein, hat dort sowie in Afrika und in Frankreich gelebt. Sie schrieb über das Exil und die Probleme karibischer Identität.
Raphaël Confiant (* 1951) ist der erste Schriftsteller Martiniques, der einen Roman in kreolischer Sprache veröffentlichte (Bitako-a 1985). Von seinen etwa 75 Büchern sind etwa 15 in kreolischer Sprache verfasst. Auch Patrick Chamoiseau (* 1953) aus Martinique, der 1992 den Prix Goncourt für seinen Roman Texaco erhielt, versuchte das Konzept der créolité mit stilistischen Mitteln und durch Einbeziehung mythischer Figuren in die Handlung sichtbar zu machen.

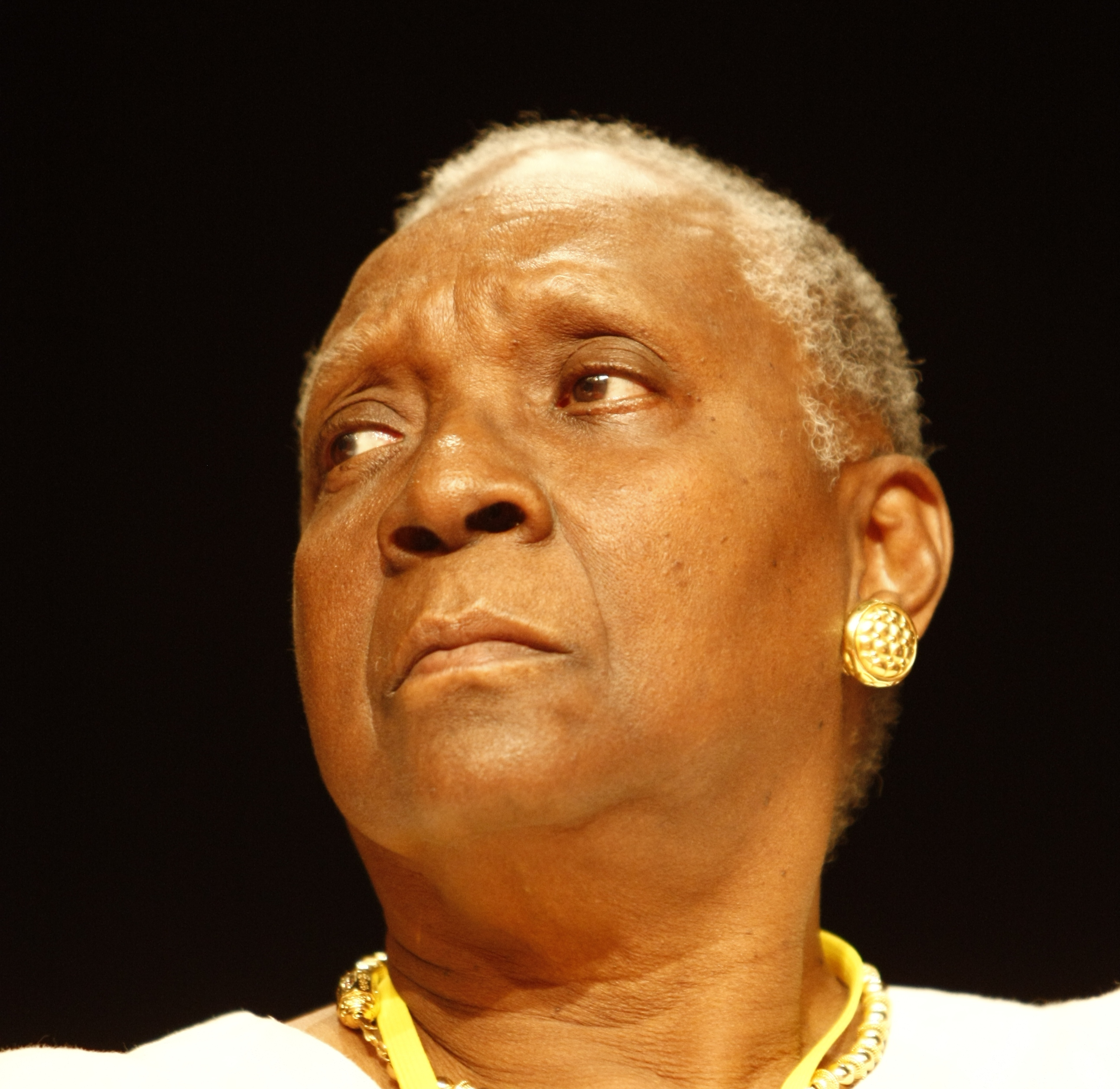
Maryse Condé (2008)

Die 1937 in Guadeloupe geborene Maryse Condé verließ früh ihre Heimat, studierte an der Sorbonne, arbeitete in Westafrika und den USA und lebt jetzt in Frankreich; ihre vielseitigen Arbeiten spiegeln ihre Erfahrungen aus allen diesen Regionen, mit Kolonialismus und Entkolonialisierung, mit historischen und Genderthemen. 2018 erhielt sie den Literaturpreis der neuen schwedischen Akademie, der in diesem Jahr anstelle des Nobelpreises für Literatur vergeben wurde. Ihr Roman Windward Heights (französisch: La Migration des cœurs, 2003) ist der geglückte Versuch, sich Wuthering Heights von Emily Brontë bei Beibehaltung der Charaktere subversiv anzueignen (sich literarisch einzuverleiben, quasi zu „kannibalisieren“) und bei Verwendung eines oralen kreolischen Stils in das kolonisierte Guadeloupe um 1900 zu versetzen. Damit bezieht sie sich parodistisch auf das Manifesto Antrofagico des brasilianischen Avantgardisten José Oswald de Souza Andrade von 1928, dessen Idee des Menschenfressers als Verzehrer, Verdauer und Ausscheider alles Anderen und auch des Eigenen bei der Interpretation brasilianischer wie postkolonialer Kunst insgesamt bis heute eine wichtige Rolle spielt. Auch Condés Buch Histoire de la femme cannibale (2005) bleibt diesem Themenstrang verbunden.

#### Bis 1930

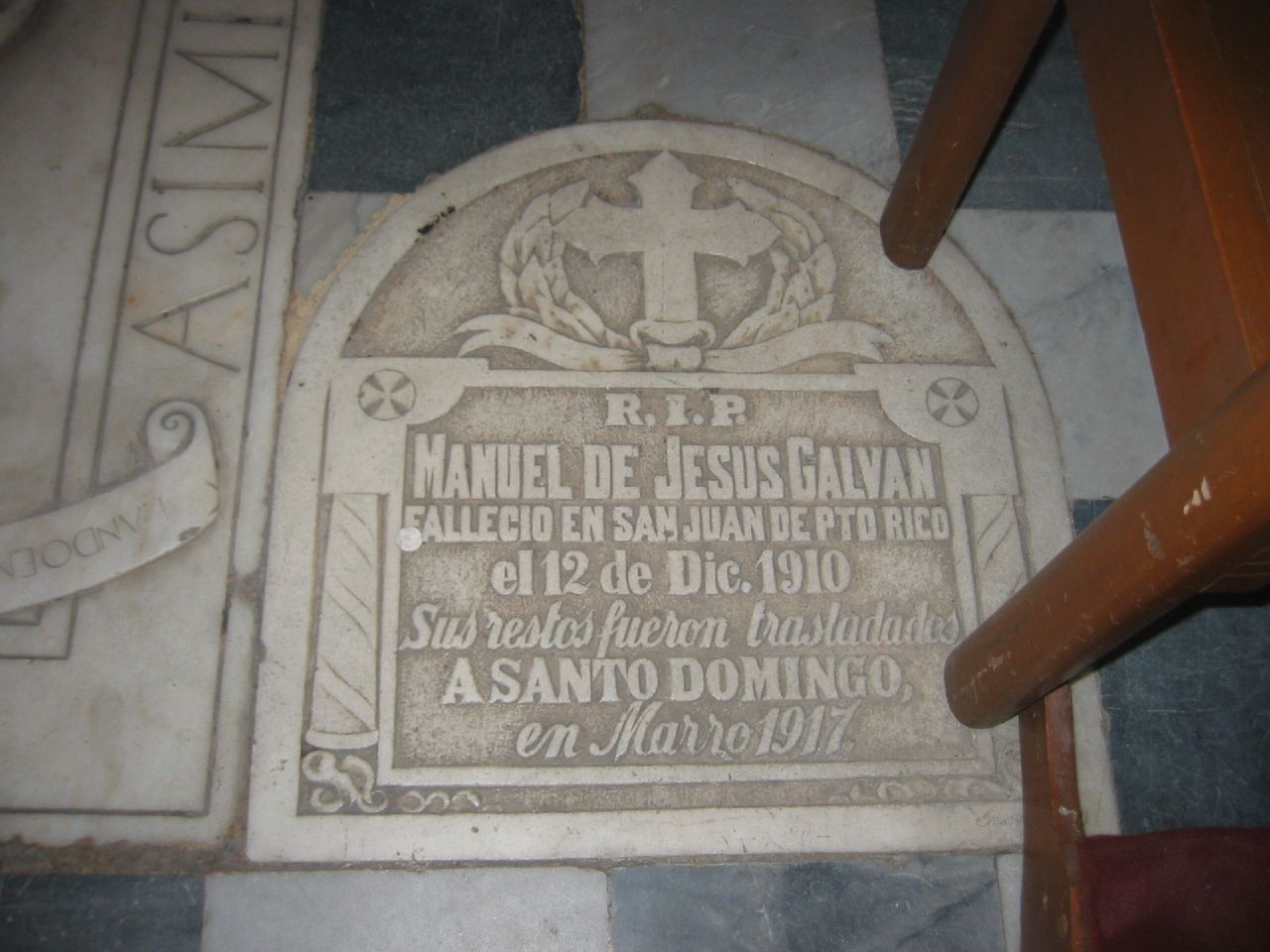
Grab von Manuel de Jesús Galván in der Kathedrale von Santo Domingo

#### 1930–1978

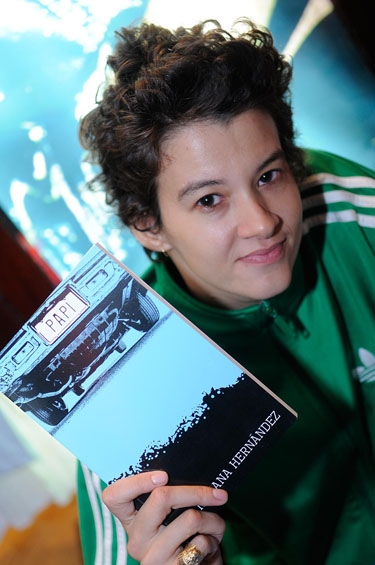
Rita Indiana Hernández

### Puerto Rico

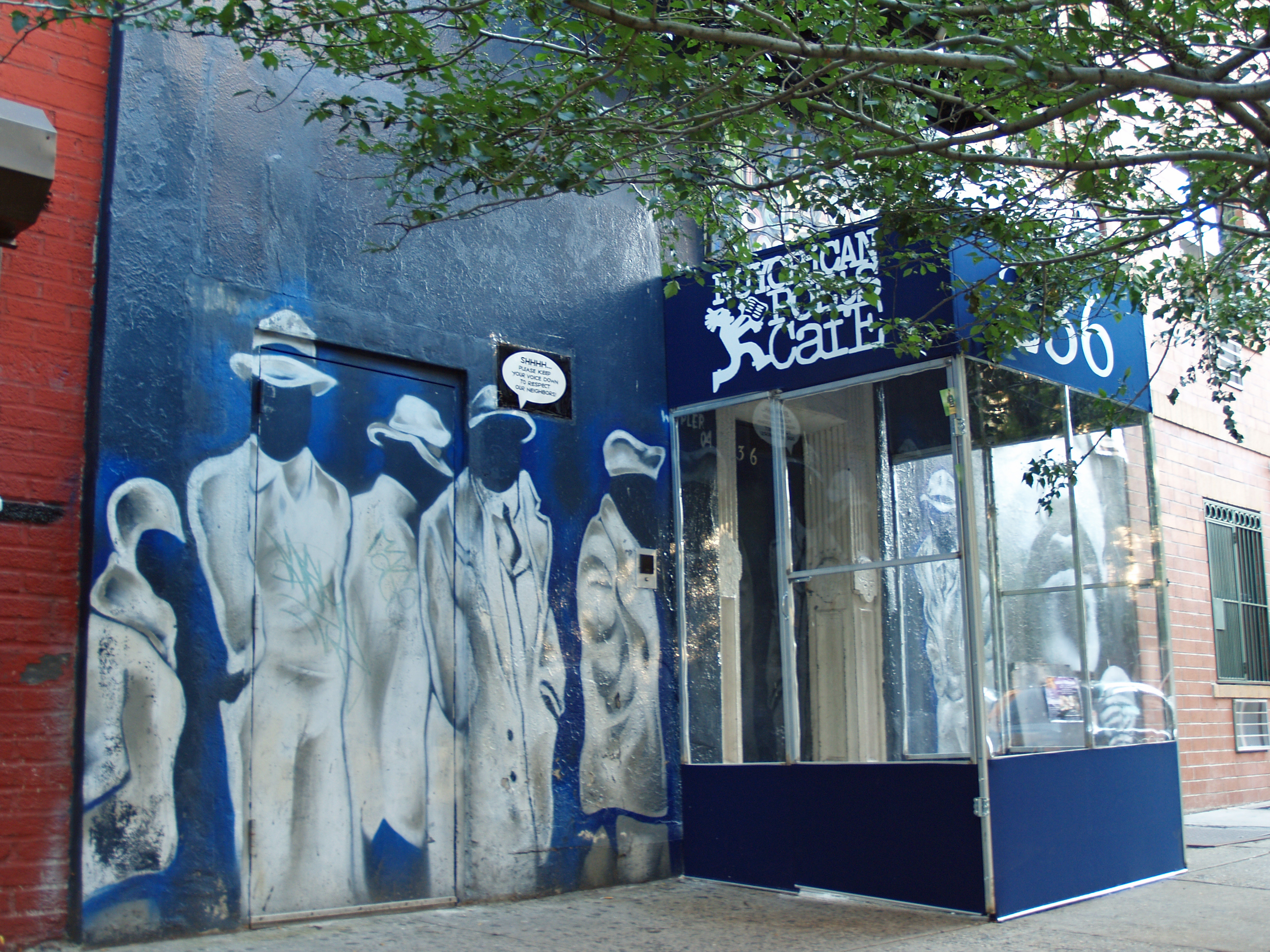
Das Café der Nuyorican Poets in Manhattan, East 3rd Street

### Niederländische Antillen

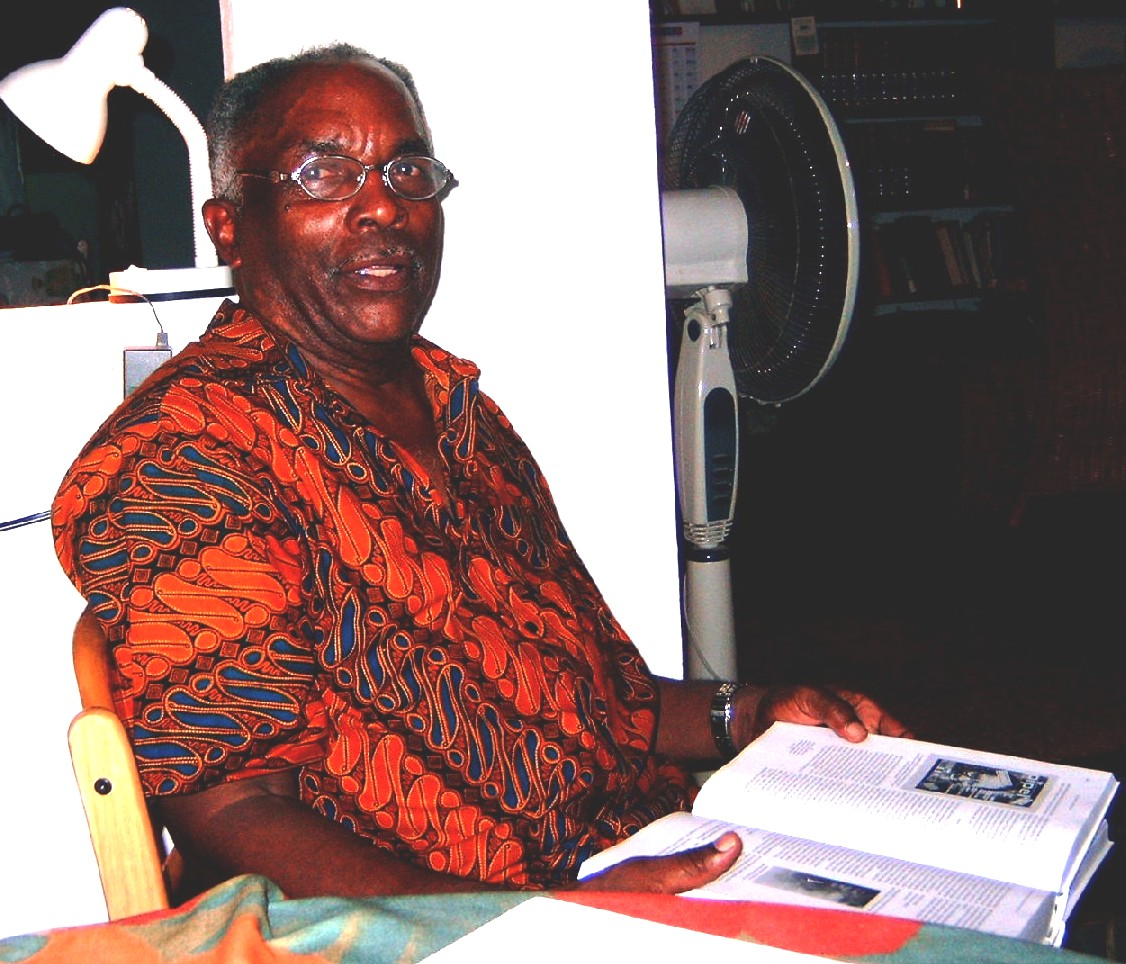
Frank Martinus Arion (2005)

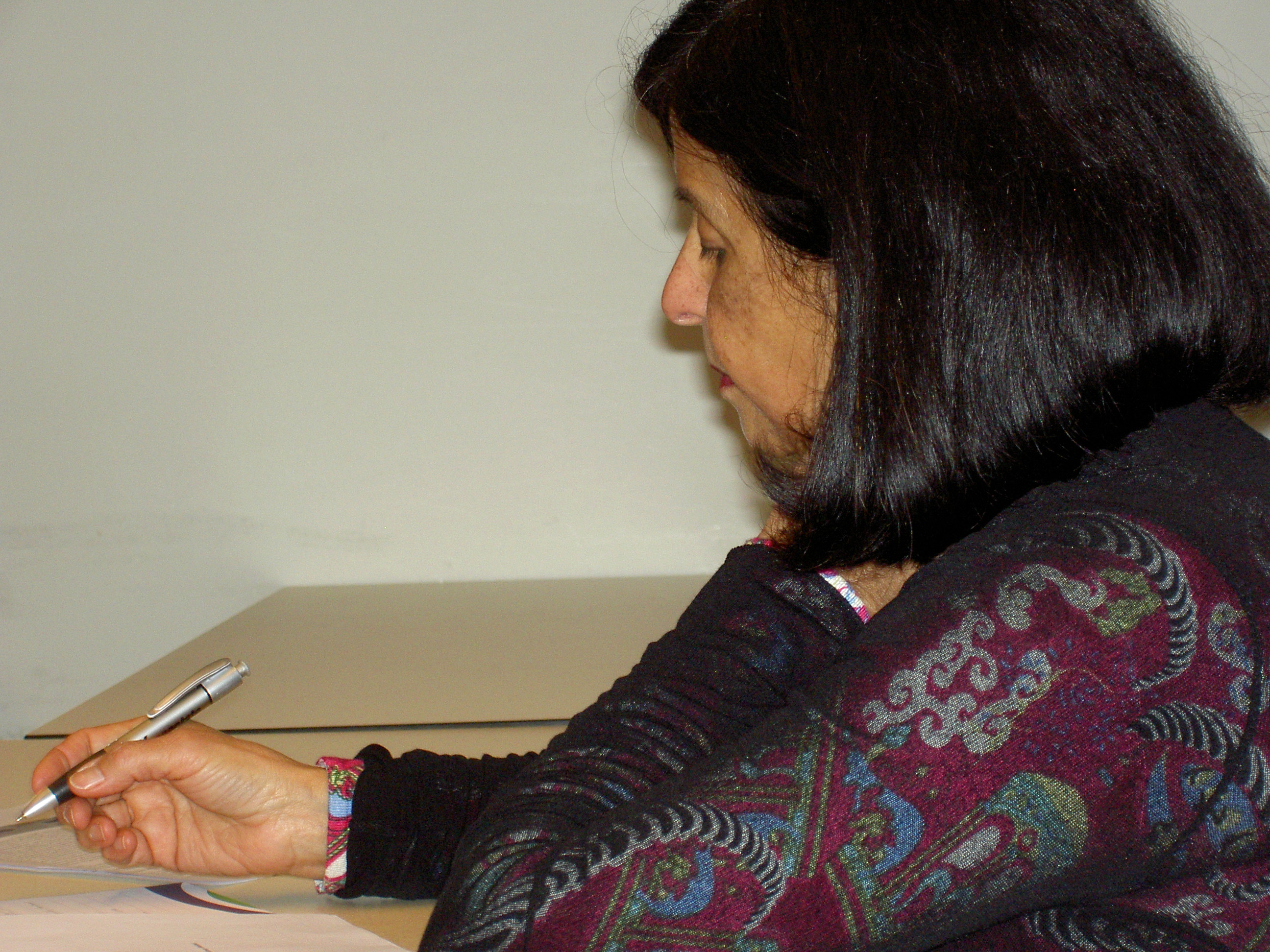
Olga Orman aus Aruba schrieb Spinnengeschichten in Papiamento

### Suriname

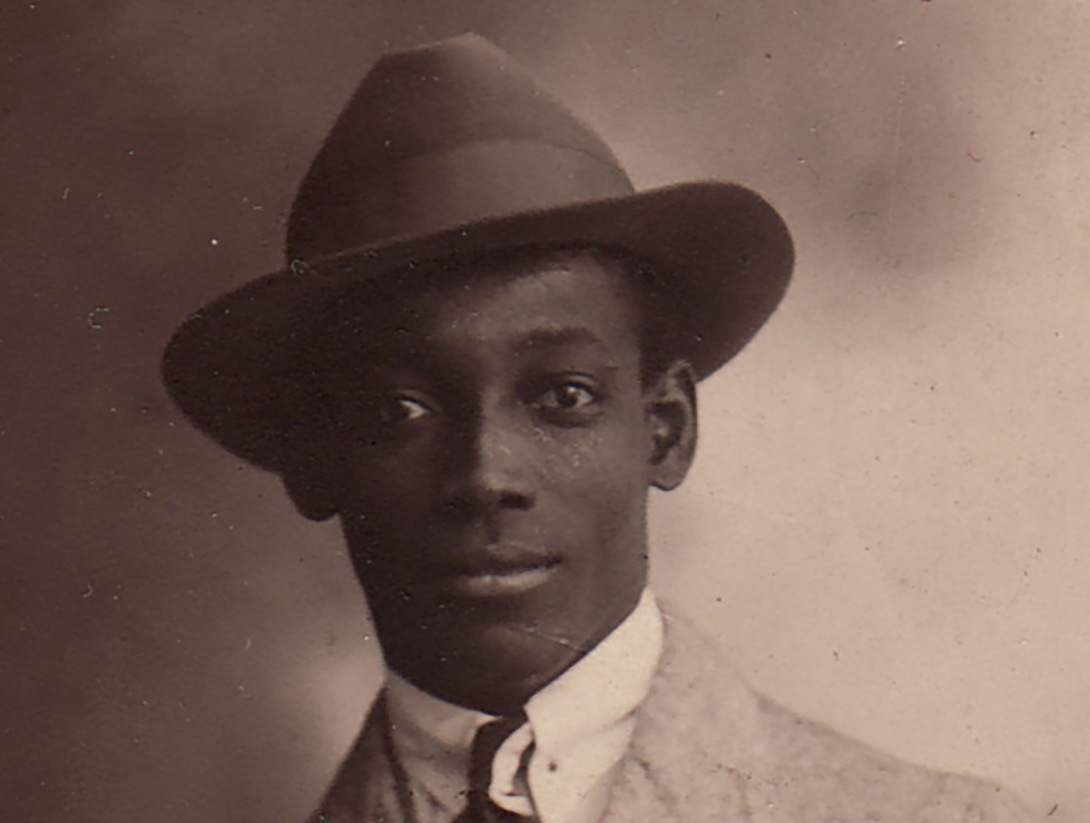
Anton de Kom (um 1930)

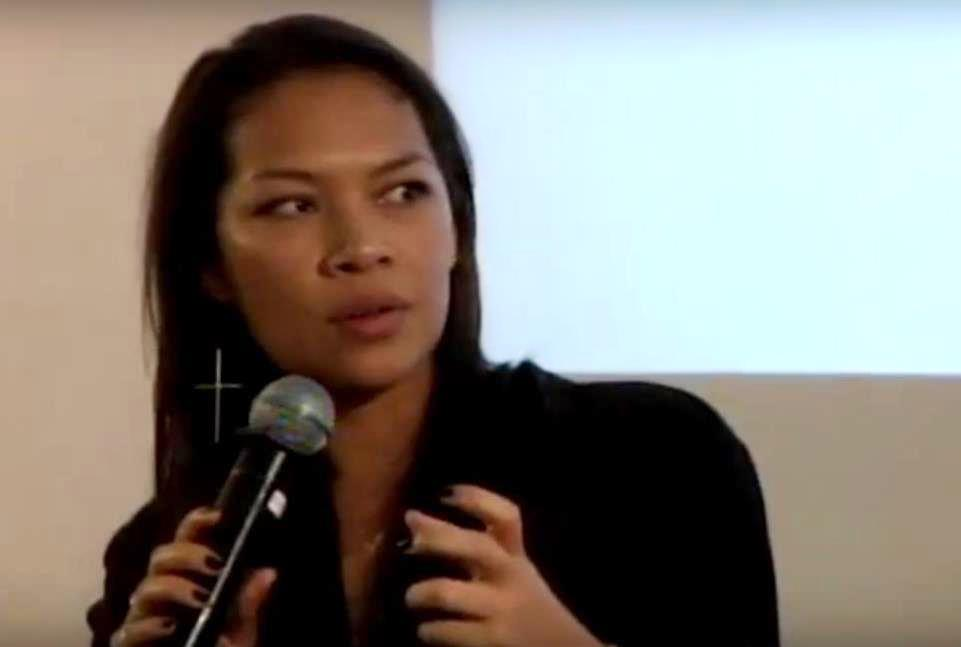
Karin Amatmoekrim